# اضطراب قلق الانفصال
اضطراب قلق الانفصال (بالإنجليزية: Separation anxiety disorder)‏ ويُعرف اختصاراً (SAD) هو حالة نفسية يعاني المصاب بها جراءالقلق المفرط من الانفصال عن المنزل أو عن الأشخاص الذين تربطهم به علاقة عاطفية قوية كالوالدين أو الأجداد أو الأشقاء.
ووفقاً لجمعية علم النفس الأمريكية فإن اضطراب قلق الانفصال هو المبالغة المفرطة في إظهار الخوف والضيق عند مواجهة حالات الانفصال عن العائلة أو شخص مقرب.ويصنف القلق المقصود هنا بأنه قلق غير اعتيادي في هذه المرحلة العمرية من النمو.وأن شدة الأعراض تتراوح بين عدم الارتياح الذي يسبق الانفصال والقلق التام من الانفصال.
وقد يسبب هذا الاضطراب كذلك آثار سلبية في حياة الطفل اليومية. ويمكن ملاحظة هذه الآثار في مجالات العمل الاجتماعي والعاطفي والحياة الأسرية والصحة البدنية وضمن الإطار الأكاديمي. وحتى يتم تشخيص الاضطراب على أنه مرض اضطراب قلق الانفصال كما حدده الدليل التشخيصي والإحصائي للاضطرابات النفسية الرابع
(DSM-IV) فإنه يجب أن تستمر المشكلة لمدة أربعة أسابيع على الأقل ويجب أن تظهر أعراضها قبل أن يبلغ الطفل 18 سنة.

## معدل انتشاره
اضطرابات القلق هي نوع من الأمراض النفسية الأكثر شيوعاً بين شباب اليوم حيث يؤثر على 5-25% من الأطفال في جميع أنحاء العالم. ومن هذه الاضطرابات اضطراب قلق الانفصال وهو يمثل نسبة كبيرة من الحالات المشخصة. فيمكن أن تصل نسبة الإصابة بهذا المرض إلى 50% كما هو مدون في سجلات المصاح العقلية. وتعتبر اضطرابات القلق من أكثر الاضطرابات حدوثاً فتبلغ نسبة الإصابة به بين البالغين حوالي 7%.
وتشير الأبحاث إلى أن 4.1% من الأطفال قد تتطور إصابتهم إلى مرحلة المرض السريري وأن معاناة ما يقارب ثلث هذه الحالات سوف تستمر إلى مرحلة البلوغ إن لم يتم معالجتها. وتستمر الأبحاث في اكتشاف ما إذا كان الميل المبكر للإصابة باضطراب قلق الانفصال عاملا خطيرا لتطور الاضطرابات العقلية خلال فترة المراهقة و البلوغ. ويحتمل أن نسبة أعلى من ذلك بكثير من الأطفال يعانون من حالات بسيطة من قلق الانفصال ولم يتم تشخيصهم فعليا. وقد وجدت دراسات متعددة أن معدلات الإصابة باضطراب قلق الانفصال أكبر عند الفتيات منها عند الفتيان وأن غياب الوالدين قد يزيد من احتمال الإصابة بهذا النوع من الاضطراب عند الفتيات.

## التصنيف
يجب عدم الخلط بين اضطراب قلق الانفصال و قلق الانفصال الذي يحدث كمرحلة طبيعية للنمو الصحي والآمن لدى الأطفال. ويحدث قلق الانفصال عندما يبدأ الأطفال بفهم ذاتهم البشرية أو عندما يدركون أنهم أشخاص منفصلين عن مقدم الرعاية الأولي. في الوقت ذاته يظهر مفهوم ديمومة الشيء لدى الطفل وذلك عندما يدرك أن شيئا ما لا يزال موجودا حتى عندما لا يكون حوله. وعندما يبدأ الأطفال في فهم إمكانية فصلهم عن مقدم الرعاية الأولي فإنهم لا يدركون أن مقدم الرعاية الأولي هذا سوف يعود، كما أنهم لا يكونون تصورا لمفهوم الوقت.

## الأعراض
قد تختلف الأعراض حسب ما يراها الأطفال و حسب سياقها و شدتها. بعض الأعراض الشائعة التي تظهر على الأطفال المصابين باضطراب قلق الانفصال قد تتضمن ما يلي:
•	الضيق الشديد، والقلق، والخوف من فكرة أو حدث الانفصال.
•	التشبث بالوالدين و البكاء والإصابة بنوبات غضب والامتناع عن المشاركة في الأنشطة التي تتطلب الانفصال عن الشخص المقرب.
•	الخوف من الأذى الذي قد يلحق بالشخص المقرب أو الشخص نفسه عند الانفصال إن حدث هذا الانفصال.
•	صعوبة النوم بدون وجود الشخص المقرب وكذلك رؤية كوابيس متكررة.
•	أعراض عضوية تتضمن شكوى من آلام في البطن وغثيان أو صداع والتي قد تحدث أو لا تحدث في الواقع.
•	التجنب والرفض والتردد والسلوك المعاكس في محاولة لتجنب وقوع الانفصال.

## الإرتباط العصبي
تشير الأدلة الأولية إلى أن ازدياد نشاط لوزة المخيخ قد يترافق مع أعراض اضطراب قلق الانفصال. بالإضافة إلى أن هناك ارتباط بين العيوب الخلقية في مناطق الفص البطني والظهري من الفص الجبهي باضطرابات القلق لدى الأطفال.

## المسببات
العوامل التي تسهم في الاضطراب تشمل تفاعل العديد من العوامل البيولوجية والمعرفية والوراثية والبيئية والسلوكية بالإضافة إلى حالة الطفل المزاجية.
العوامل البيئية الملاحظة عادة تشمل على سلوك الوالدين في التربية. ومن الأمثلة الدالة على أن السلوك التربوي هو عامل مساهم في الإصابة باضطراب قلق الانفصال:
1-برودة عاطفة الوالدين و تثبيط الاستقلال الذاتي لدى الطفل.
2-حالات تعلق بالوالدين أو مقدمي الرعاية .وقد ثبت أن أساليب التعلق المضطربة والمتزعزعة تولّد مشاعر الضعف والخوف من الوحدة والقلق المزمن.
3-موضع السيطرة - إن هذه الظاهرة تتمحور حول أفكار الطفل وقدرته على التحكم في بيئته الخاصة.
4- السلوكيات الوالدية المفرطة أو التطفلية - إن هذا الأسلوب التربوي قد يثبط من استقلال الطفل ويفرض المزيد من التبعية الأبوية.
ويمكن أن يؤثر مزاج الطفل أيضا على الإصابة باضطراب قلق الانفصال.وقد تتم الإشارة إلى السلوكيات الخجولة والجبانة باسم «الحالات المزاجية المكبوتة سلوكيا» التي قد تواجه الطفل القلق عندما يكون في مكان غريب أو يقابل شخص غير مألوف.

## اضطرابات القلق من الإنفصال في المحيط الأكاديمي
وكما هو الحال مع الاضطرابات الأخرى، فإن الأطفال المصابين بهذا النوع من الاضطرابات يواجهون عقبات أكثر في المدرسة من أولئك غير مصابين بأي اضطرابات. ووجد بأنهم يواجهون صعوبات أكبر فيما يخص التكيف مع الأجواء المدرسية والتحصيل الدراسي أكثر من أقرانهم. وفي بعض الحالات الحادة للمصابين بالمرض، قد يظهر الأطفال نوازع تخريبية داخل الغرفة الصفية و قد يرفضون الذهاب إلى المدرسة نهائيا.
وتشير التقديرات إالى أن ما يقرب 75% من الأطفال المصابين بالمرض يواجهون بنوع من الرفض من المدرسة، الأمر الذي يسلط الضوء على مشكلة خطيرة، ألا وهي تخلف المزيد من الأطفال عن الالتحاق بالدورات الدراسية و الذي بدوره يؤدي إلى وضع عقبة في وجه قدرتهم على العودة إلى المدرسة.
ومن ضمن المشاكل التي تظهر على المدى القصير، والناجمة عن رفض البيئة الأكاديمية لهم، ضعف أدائهم الأكاديمي أو تراجعه، الانعزال عن أقرانهم والصراع داخل أسرهم.

## معايير التشخيص
يصاب الكثير من الرضع والأطفال في المراحل العمرية الأولى بقلق الأنفصال كونهم بدأوا بالتأقلم مع محيطهم، وينظر إلى هذا النوع من القلق كمرحلة نمو طبيعية ابتداء من أشهر الطفولة المبكره وحتى سن الثانية. وأشارت بعض المصادر إلى أنه لا يمكن إعطاء تشخيص دقيق إلا بعد سن الثالثة.
ومن الممكن تشخيص القلق من الانفصال على أنه اضطراب إذا ما عبر عن حالة القلق التي تصيب الطفل في حال انفصاله عن المنزل أو شخص متعلق به بشكل مفرط، وإذا كان مستوى القلق يفوق الحد المقبول لمستوى نمو الطفل وعمره بالإضافة إلى تأثيره على حياتة اليومية سلبيا.
وهناك جزء مهم جدا في عملية تشخيص اضطراب القلق من الانفصال وذلك يتضمن فهما كاملا للأعراض كما تظهر على الطفل. وعلى الطبيب بدوره أن يلاحظ أمورا عدة عند التشخيص ألا وهي سلوكيات الطفل ومدة القيام بها وسياق وقوعها وشدتها، مع الأخذ بالاعتبار أي عوامل مساهمة أخرى.